# Рытьков, Николай Николаевич
Николай Николаевич Рытьков (3 декабря 1913, Смоленск, СССР — 1 сентября 1973, Лондон, Великобритания) — театральный актёр, эсперантист. Считался одним из ведущих эсперантистов в СССР.

## Биография
Родился 3 декабря 1913 года в Смоленске.
В 1926 году в возрасте 13 лет выучил эсперанто на курсе смоленского эсперантиста Романа Никольского.
В 1930—1933 годах учился в ЦЕТЕТИСе (ГИТИСе), курс А. П. Петровского. После окончания учёбы поступил в ТРАМ (ныне — Ленком). Влюбился в свою партнёршу по сцене Зину Нарышкину и женился.
Арестован в Москве в ночь с 21-го на 22-е марта 1938 года.
Решением ОСО при НКВД СССР от 2 июля 1938 года «за контрреволюционную деятельность» («участие в фашистской шпионской организации эсперантистов и клеветнические измышления о положении в СССР») осуждён на 8 лет исправительно-трудовых лагерей. Супругу после ареста мужа выслали в Ташкент, где она поступила на службу в Ташкентский театр Красной Армии Среднеазиатского военного округа.
Срок отбывал на Колыме. Четыре года на общих работах — золотодобытчик, затем — в агитбригаде УСВИТЛа. Перед освобождением играл в Магаданском театре.
После освобождения работал в Смоленском и Клайпедском театрах, в Москве в институте кинематографии.
Второй раз арестован 16 мая 1949 года вместе с коллегами-эсперантистами. Наказание — ссылка на 25 лет. Отбывал в Красноярском крае, сначала в Тугуланском лесопункте Ярцевского района, затем в Енисейске, где руководил самодеятельностью. В октябре 1952 года переведён в Норильск для работы в Норильском драматическом театре.
Вернулся в Москву в 1956 году, поселился в прежней квартире, вместе с Зиной.
Недолго играл в Театре имени Ленинского комсомола.
В 1965 году, выехав в Вену на Международную конференцию по эсперанто в качестве главы советской делегации, он отказался возвращаться в СССР, став «невозвращенцем». Первое время работал в Австрии, затем в Западной Германии.
Вскоре он переехал в Великобританию, где работал диктором на «Би-би-си» вплоть до своей смерти под фамилией Чугуев.
В 1967 году сыграл роль В. И. Ленина в телефильме «Гражданская война в России»  (Bürgerkrieg in Rußland) телевидения ФРГ.
Умер в Лондоне 1 сентября 1973 года от рака.
В 1974 году в Лондоне была выпущена грампластинка на эсперанто «Николай Рытьков — избранное».